# Vernon Taylor
Vernon Taylor (ur. 15 lutego 1987 w Charleston) – amerykański koszykarz, występujący na pozycji rzucającego obrońcy, obecnie zawodnik Donar Groningen.
Zaliczony do składu All-State, jako zawodnik przedostatniej i ostatniej klasy oraz jako senior w futbolu amerykańskim. Był też mistrzem stanu szkół średnich Karoliny Południowej w skoku w dal.
12 lipca 2018 został zawodnikiem Trefla Sopot. 8 stycznia 2019 opuścił klub za porozumieniem stron. 20 stycznia dołączył do holenderskiego New Heroes Basketball Den Bosch. 11 lipca podpisał umowę z cypryjskim Kerawnos Strovolou.
15 października 20219 zawarł umowę z holenderskim Donar Groningen.

## Osiągnięcia
Stan na 8 lutego 2020, na podstawie, o ile nie zaznaczono inaczej.
NCAA
- Mistrz sezonu regularnego konferencji Sun Belt (2010)

Indywidualne
(* – nagrody przyznane przez portal eurobasket.com)
- Najlepszy zawodnik występujący na pozycji obronnej ligi fińskiej (2013)*
- Zaliczony do*:
  - II składu ligi holenderskiej (2019)[5]
  - III składu ligi bułgarskiej (2014, 2015)[8][9]
  - składu honorable mention ligi belgijskiej (2018)
- Uczestnik meczu gwiazd ligi bułgarskiej (2015)[9]